# Valea Izvoarelor
Valea Izvoarelor (węg. Búzásbesenyő) – wieś w Rumunii, w okręgu Marusza, w gminie Sânpaul. W 2011 roku liczyła 1158 mieszkańców.